# Чеховский салон
Литературный музей «Чеховский салон» — музей, посвященный творчеству Антона Павловича Чехова. Расположен в городе Баденвейлер в Германии. Единственный музей в Западной Европе о жизни и творчестве А. П. Чехова. Директор музея — Хайнц Зетцер. Музей расположен по адресу: Луизенштрассе, 5. Работает ежедневно с 10:00 утра до 17:00 вечера. Вход свободный.

## История
В немецком городе Баденвайлер расположен литературный музей «Чеховский салон». Он является единственным музеем, который был создан в память о творчестве А. П. Чехова на территории Западной Европы. Литературный музей стал местом проведения регулярных авторских встреч и творческих вечеров, а также научных дискуссий. Директор музея — Хайнц Зетцер — немецкий филолог и специалист по творчеству А. П. Чехова, который также занимает должность заместителя председателя немецкого общества А. П. Чехова.
Музей «Чеховский салон» открылся 15 июля 1998, его основателем стал его нынешний директор. Музей был открыт в день смерти Антона Павловича Чехова.
На стойке у входа в музей размещена книга про А. П. Чехова. Внутри музея — стенды с письмами, фотографиями, документами, свидетельствами, рассказывающими о жизни Антона Павловича Чехова в Баденвайлере.
В музее, помимо информации о творчестве А. П. Чехова, есть информация о деятельности Германа Гессе, Константина Станиславского, Стивена Крейна, Рене Шикеле, Аннет Колб, Габриеле Воман, и других немецких и зарубежных писателей.
Литературный музей «Чеховский салон» находится по адресу Луизештрассе, 5 в здании ратуши. Музей работает ежедневно с 10:00 утра до 17:00 вечера. Вход свободный.
В музее стараются придерживаться тех традиций салонов, которые существовали в XIX веке.
В 2010 году литературный музей «Чеховский салон» был представлен в Москве в рамках театрально-выставочного проекта «Чехов». Вечер проходил в залах Музея современной истории России.

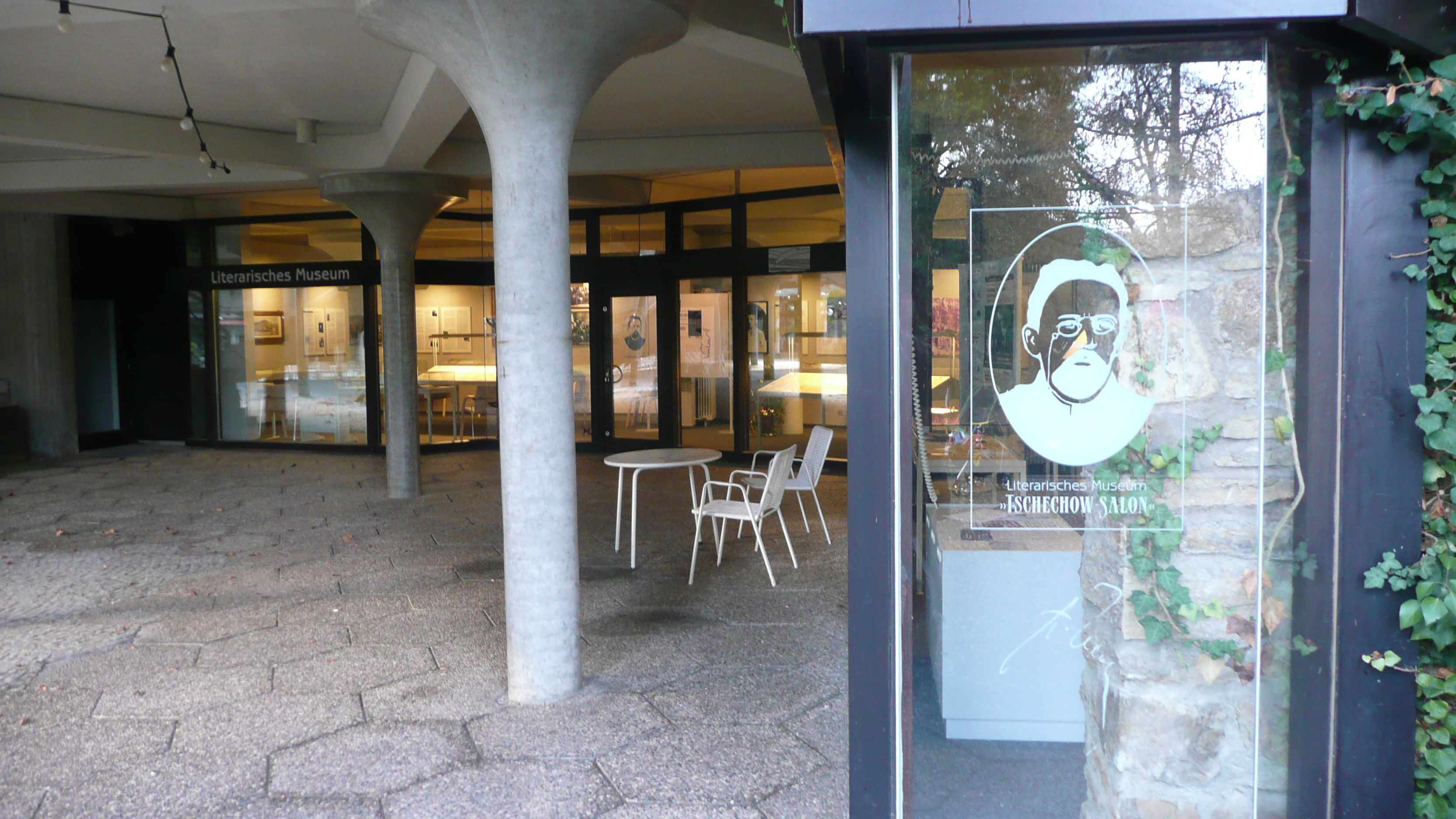
Литературный музей «Чеховский салон»
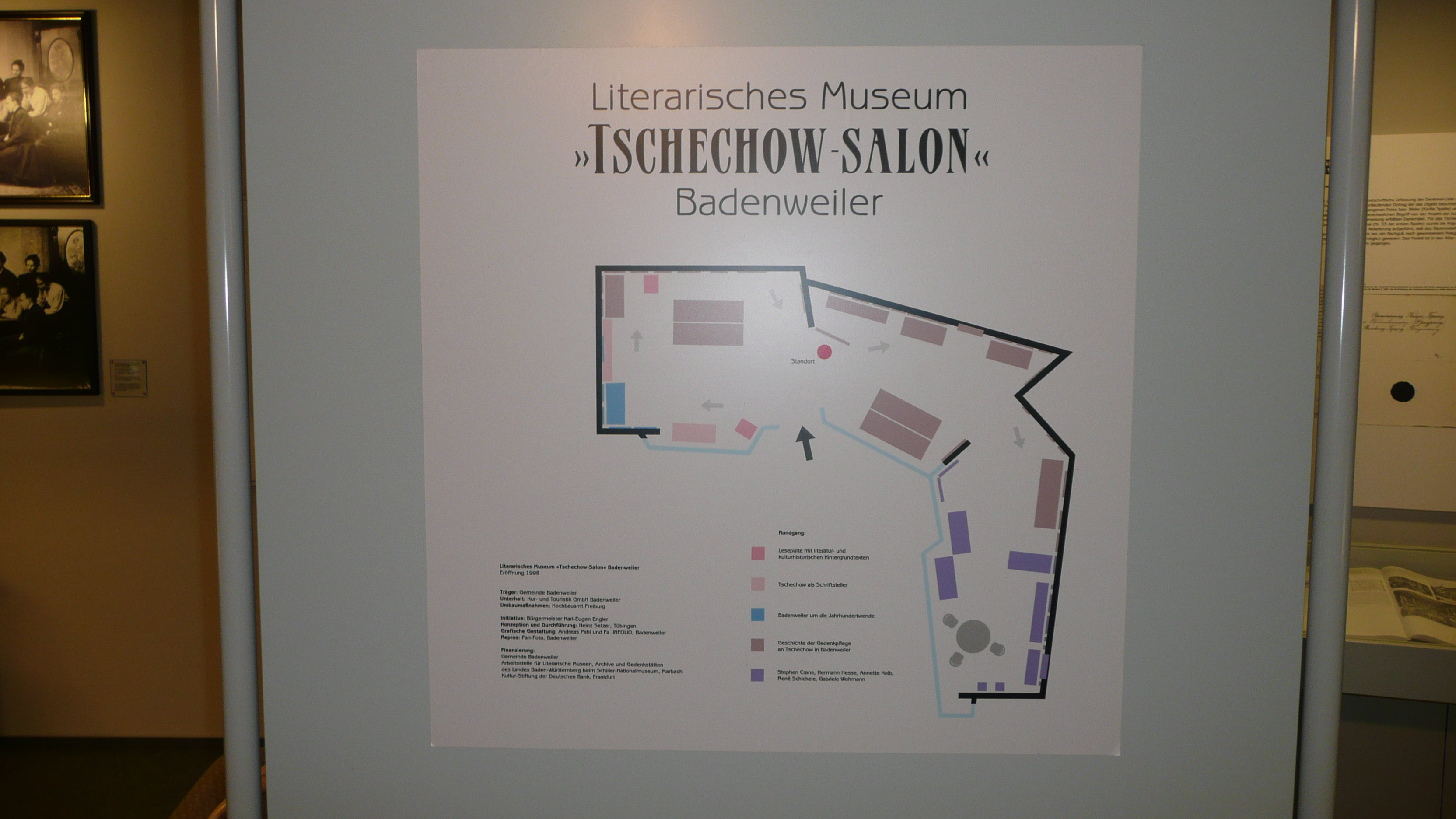
Расположение музея
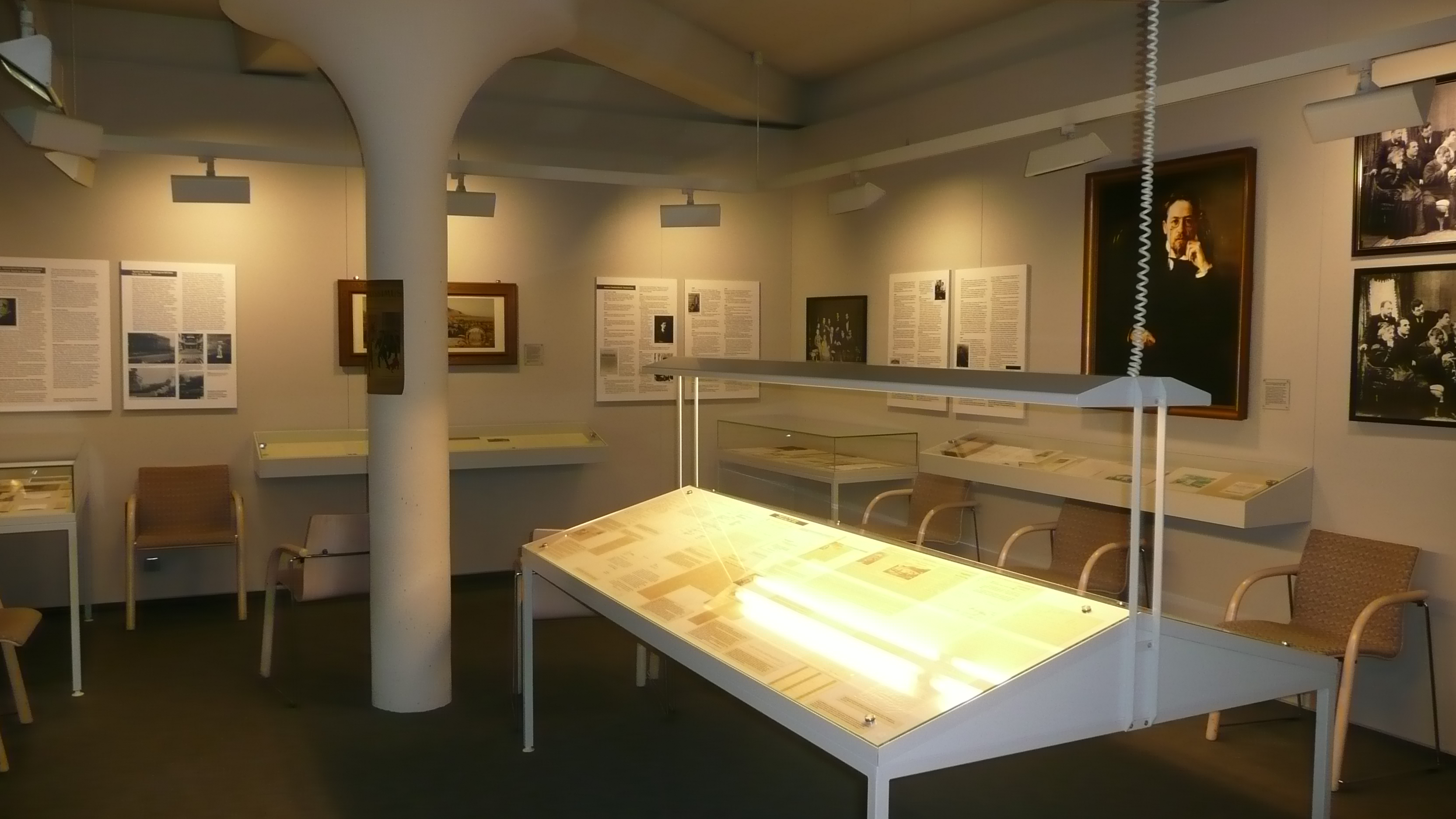
Один из залов музея
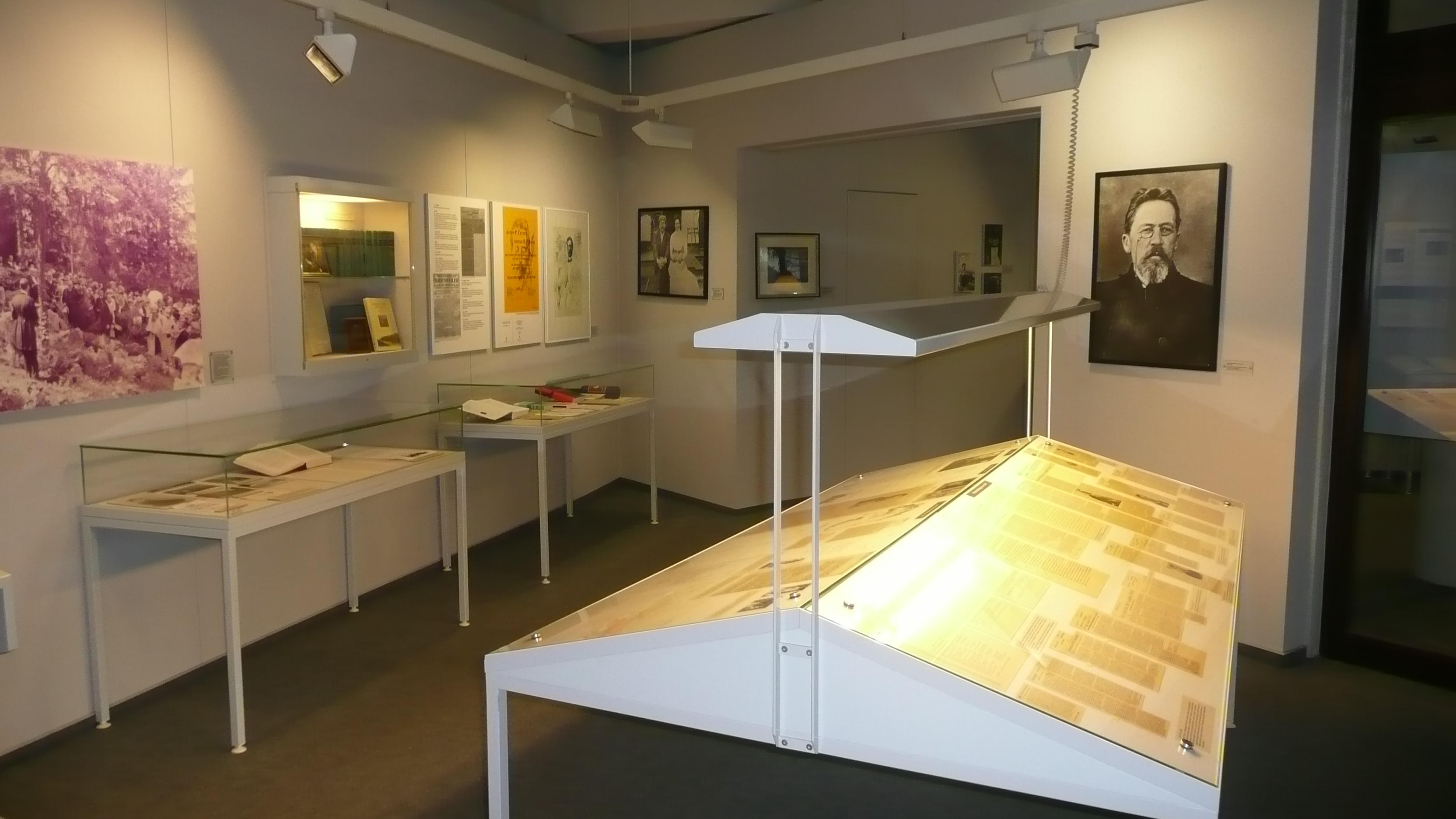
Музей в Баденвайлере, посвященный Чехову
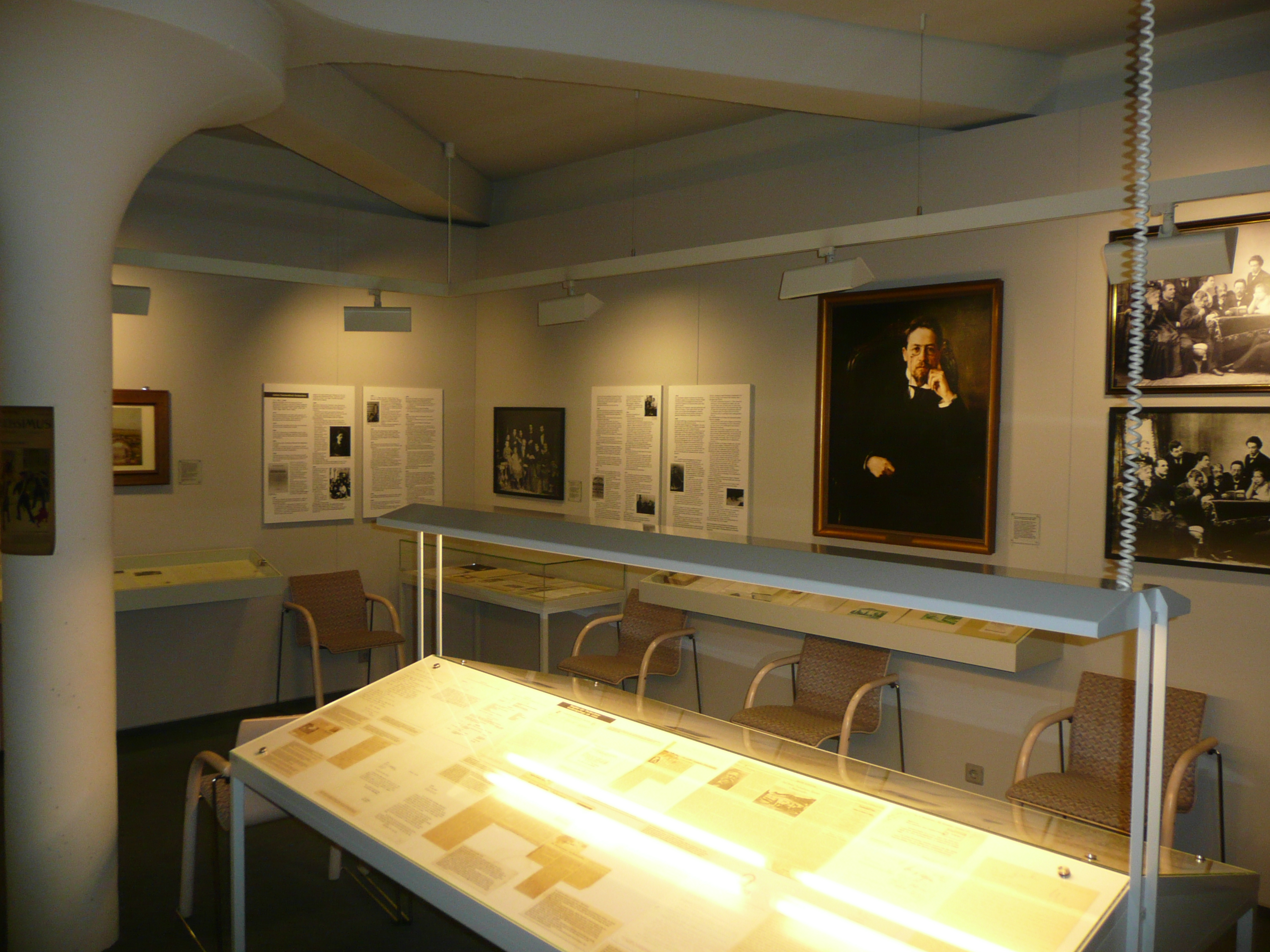
Внутренние помещения музея
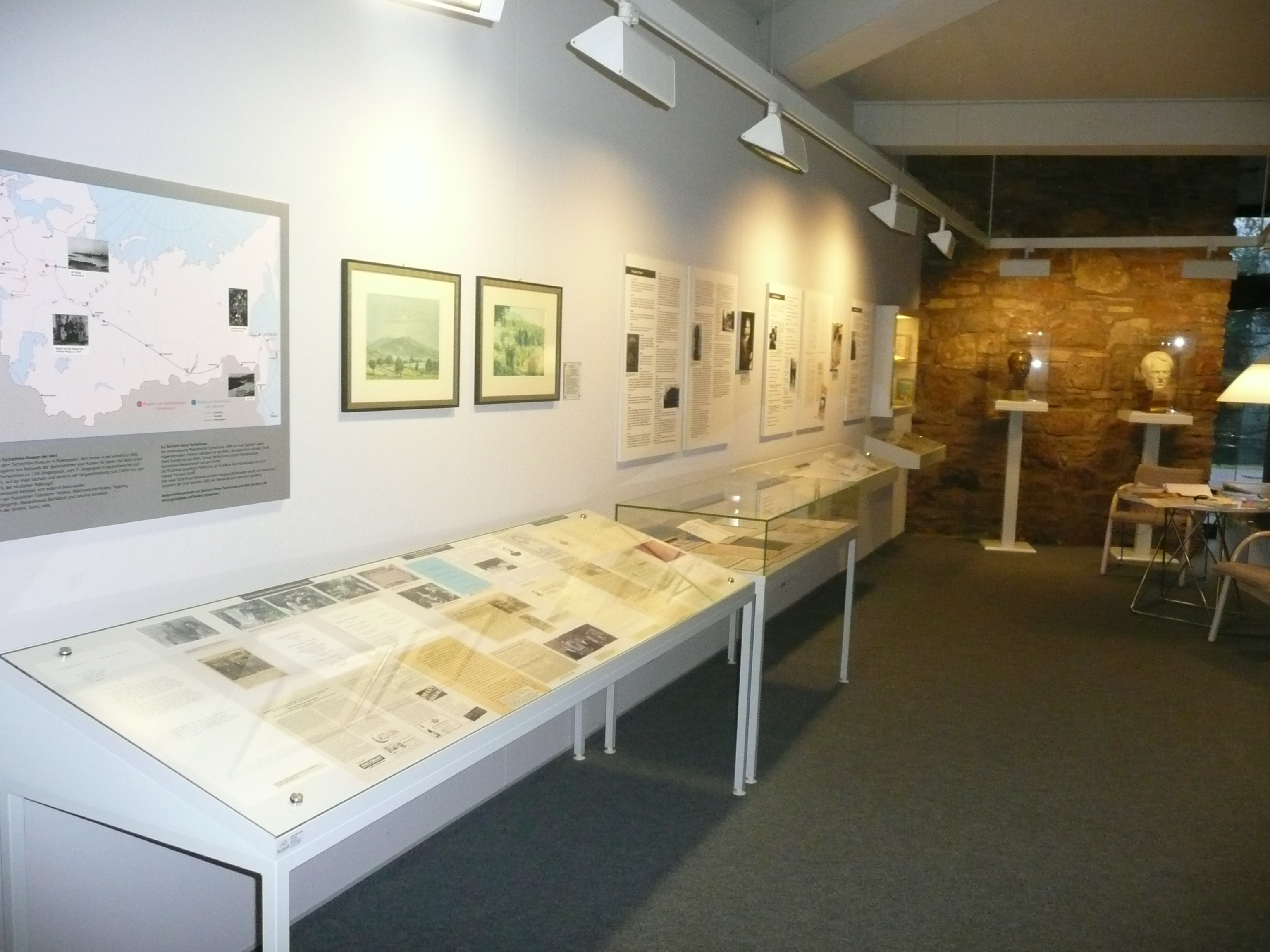
В литературном музее "Чеховский салон" размещены экспонаты, связанные с жизнью и творчеством Антона Павловича Чехова

С момента открытия музея в городе проводится Международная неделя Чехова и Международная литературная неделя Баденвайлер.
С июля 2015 года литературный музей «Чеховский салон» размещается в здании бывшей ратуши на площади имени Чехова. День открытых дверей в новом здании музея состоялся 18 июля 2015 года, во время мероприятия проводились экскурсии на немецком и английском языках. Посетителям демонстрировали фильм о жизни Антона Павловича Чехова и спектакль театра «Русская сцена в Берлине».
В 2018 году в музее открылась новая выставка, которую совместно готовили немецкие и российские специалисты.